# Gävle containerterminal
Gävle containerterminal är del av den kommunalägda Gävle hamn i Gävle, som har terminaler för containerhantering, bulkhantering och energiråvaror samt en kombiterminal för omlastning till och från järnväg. 
Gävle hamns containerhamn i Fredriksskans vid sundet mellan Inre- och Yttre fjärden är den största på den svenska Östersjökusten. Containerhantering började i Gävle hamn på 1980-talet och har sedan 2006 skett i en särskild containerterminal. År 2017 hanterades 250.000 TEU. Den drivs sedan 2014 av turkiska Yil Ports, som också driver Kombiterminal Stockholm Nord strax söder om Arlanda flygplats i Märsta. Mellan de två terminalerna går en pendel med regelbundna godståg med containrar.
Containerterminalen är under utbyggnad med mål att fördubbla kapaciteten från mitten av 2010-talet till 2021 till 600.000 TEU per år.  Hamnen har idag två sea-to-shore-kranar och planerar med denna utbyggnad ha sammanlagt fyra.